# Lollands historie 1919-
Lollands historie 1919- er beretningen om Lollands udvikling siden 1919 op til i dag. I 1919 var 1. verdenskrig netop afsluttet, og det var året for vedtagelsen af Lensafløsningen, som opløste de majorater (store godser), som i høj grad prægede øen. Lensafløsningen fik derfor stor betydning for udviklingen. 
I 1919 var Lolland som resten af Danmark stadig et udpræget landbrugsland, hvor det meste af befolkningen boede på landet. I løbet af perioden fortsatte imidlertid en voldsom afvandring fra landbruget, hvor den stigende mekanisering og højere produktivitet betød, at efterspørgslen efter arbejdskraft faldt kraftigt. De lollandske byer fortsatte omvendt deres industrialisering og voksede i en længere periode. Siden 1945 er hele øens befolkningstal imidlertid faldet med en tredjedel fra 87.000 personer (det højeste folketal på øen nogensinde) til 57.000 beboere i 2024. Efterhånden blev også byerne ramt af tilbagegang i takt med, at de tidligere industriarbejdspladser blev færre - symboliseret ved lukningen af Nakskov Skibsværft, der engang var øens største arbejdsplads, i 1987. En centralisering af mange offentlige funktioner som skoler, hospitaler, politi og lokaladministration medførte også færre arbejdspladser, især i de mindre samfund. De to store kommunalreformer i 1970 og 2007 reducerede således antallet af kommuner fra næsten 50 til to: Lolland og Guldborgsund Kommuner.
Samtidig ændrede kulturlandskabet sig kraftigt. Jernbanerne fylder mindre og landevejene mere, og parcelhuse, sommerhuse og rekreative områder er vokset frem. Fugleflugtslinjen over Femern Bælt åbnede i 1953 og medførte en voksende transit-trafik via øen. Samme sted er Femern Bælt-tunnellen nu under bygning og ventes at tiltrække store mængder trafik, når den er færdig.
Nedgangen i arbejdspladser og beskæftigelse har medført en række økonomiske og sociale problemer på øen, der i et vist omfang har fået et image som et nedslidt udkantområde. Fra omkring årtusindskiftet er der på øen en række nye erhvervstiltag forbundet med den grønne omstilling. Øen er en stor producent af grøn energi, og vindmølleproducenten Vestas har oprettet en filial på det tidligere skibsværfts område, der nu er en af øens største private virksomheder. 

## Befolkningsudviklingen
I 1921 udgjorde befolkningen på Lolland ca. 83.000 personer. Den steg derefter svagt til 87.000 personer i 1945 - det højeste folketal på øen nogensinde. I efterkrigstiden er befolkningen imidlertid aftaget, så der i 2024 var 57.000 personer eller kun omkring to tredjedele af tallet 70 år tidligere. Til sammenligning var udviklingen på Falster i perioden nærmest konstant: fra 43.000 personer i 1921 over 46.000 i 1945 og 47.000 i 1955 (Falsters befolkningsmæssige højdepunkt) til 42.000 personer i 2024. Hele den danske befolkning steg fra ca. 2,4 millioner indbyggere i 1901 til 4 millioner i 1945 (inklusive Sønderjylland, der blev en del af Danmark i 1920) og knap 6 millioner i 2024. Befolkningsudviklingen på Lolland har dermed siden kort efter 1. verdenskrig været præget af først nærmest stagnation og siden en ret kraftig tilbagegang, mens der har været en kraftig befolkningsvækst i det øvrige Danmark. De erhvervsmæssige og lokalpolitiske bestræbelser centrerer sig i høj grad om åbningen af Femern Bælt-forbindelsen, der potentielt kan trække nye arbejdspladser til øen. 

## Administrativ inddeling
Der var to store kommunalreformer i perioden, som begge medførte en centralisering i form af færre og større lokale administrative enheder. Kommunalreformen i 1970 formindskede antallet af kommuner fra 45 til ni (Nakskov, Maribo, Rødby, Ravnsborg, Rudbjerg, Højreby, Holeby, Sakskøbing og Nysted Kommuner). Toreby Sogn blev en del af den nye Nykøbing Falster Kommune. Samtidig blev skellet mellem købstads- og sognekommuner afskaffet, og Maribo Amt blev lagt sammen med det daværende Præstø Amt til den nye konstruktion Storstrøms Amt.
Strukturreformen i 2007 reducerede antallet af kommuner på Lolland til 1½, idet de syv kommuner Nakskov, Maribo, Rødby, Ravnsborg, Rudbjerg, Holeby og Højreby sluttede sig sammen til den nye Lolland Kommune, mens Sakskøbing og Nysted Kommuner samt den del af Lolland, der indgik i Nykøbing Falster Kommune, sammen med hele Falster dannede den nye Guldborgsund Kommune. Samtidig blev Storstrøms Amt opløst på linje med de andre amter, og begge kommuner blev en del af den nye Region Sjælland (fra 2027 Region Østdanmark) med hovedsæde i Sorø. I årene inden strukturreformen havde der havde været planer både om en fælles kommune for Lolland-Falster og om to kommuner, der omfattede hver sin ø. Men ved et initiativ fra Sakskøbings daværende borgmester Kaj Petersen allerede i 2003 sluttede de to østlollandske kommuner sig i stedet sammen med naboøen Falster. De øvrige syv lollandske kommuner dannede så efter en lokal folkeafstemning den fælles Lolland Kommune.

## Infrastruktur
Depressionen i 1930'erne medførte flere store offentlige beskæftigelsesarbejder. Et af dem var anlæggelsen af Storstrømsbroen 1933-1937, der gjorde Falster og dermed Lolland landfast med Sjælland.:50  Ligeledes blev Guldborgbroen indviet i 1934.
Jernbanenettet på Lolland blev udbygget yderligere i mellemkrigstiden, således med Maribo-Torrig Jernbane (1924-1941) og Nakskov-Rødby Jernbane (1926-1953), men i efterkrigstiden gik udviklingen den modsatte vej, og en del lokaljernbaner blev igen nedlagt. Maribo-Bandholm Jernbane indstillede persontransporten i 1952. I 1962 startede til gengæld Museumsbanen Maribo-Bandholm sin karriere som Danmarks første veteranjernbane.
Til gengæld blev vejnettet udbygget. I 1953 blev Fugleflugtslinjen, jernbane- og bilfærgeforbindelsen over Femern Bælt fra Rødbyhavn til Puttgarden på Femern indviet. Ruten blev hurtigt populær, fordi den medførte store tidsbesparelse for både vej- og jernbanetrafik mellem Skandinavien og det øvrige Nordeuropa. Åbningen medførte en række nye arbejdspladser i Rødbyhavn, der igen førte til en stigende befolkning i området.
I 1965 blev der anlagt en flyveplads på grænsen mellem de daværende Holeby og Rødby Kommuner, der senere udviklede sig til Lolland-Falster Airport. I 1975 åbnede færgeruten Spodsbjerg-Tårs mellem Langeland og Lolland. Såvel denne rute som Fugleflugtslinjen mistede imidlertid en del af sit kundegrundlag, da Storebæltsforbindelsen fra sidst i 1990'erne overtog en del af trafikken.

## Erhvervsudvikling
1920'erne og 1930'erne var præget af kriser og arbejdsløshed i byerhvervene. I 1930 var halvdelen af alle arbejdere i Nakskov arbejdsløse. Det medførte uroligheder. I maj 1931 opstod der gadekampe mellem demonstranter og politi, der havde forbudt 1. maj-demonstrationer. Militæret blev sat ind, der blev åbnet ild, og ni demonstranter blev idømt fængselsstraffe. Affæren omtales sommetider som "Opstanden i Nakskov".
Lensafløsningen i 1919 gav som nævnt anledning til oprettelse af en lang række husmandsbrug. I 1950'erne og 1960'erne betød mekaniseringen af landbruget, at der blev behov for langt mindre arbejdskraft på landet. Nedgangen i især husmandsbrug og mindre landbrug fortsatte i 1970'erne og medførte en fortsat affolkning af landområderne. I 1980'erne var Nakskov Skibsværft, øens traditionelt største arbejdsplads, ikke længere konkurrencedygtigt, og skibsværftet lukkede helt i 1986. Det var katastrofalt for byen, selvom Vestas i 1999 oprettede en filial til produktion af møllevinger, der beskæftigede ca. 500 medarbejdere.
Øens fysiske fremtoning blev præget af begyndende sommerhusområder. De første primitive sommerhuse på Lolland blev bygget i Brunddragene i Saksfjed Inddæmning i 1920'erne og 1930'erne. Senere kom Bredfjed og andre sommerhusområder på sydkysten til. I de større byer voksede parcelhuskvarterer op i efterkrigstiden. Turismens større betydning kunne også ses i form af byggeriet af feriecenteret Lalandia i 1988 og i etableringen af Knuthenborg Safaripark i 1969, der efterhånden blev en turistattraktion med flere hundrede tusinde årlige besøgende.
Centralisering af både offentlige og private arbejdspladser medførte også flere virksomhedslukninger. Således mistede Sakskøbing 100 arbejdspladser, da Sakskøbing Sygehus lukkede i 1984, og yderligere en række, da Danisco i 1991 lukkede byens sukkerfabrik, der i roesæsonen havde op imod 400 ansatte, for at centralisere produktionen i Nykøbing.

## Godsernes nedgangsperiode
1900-tallets første halvdel så en betydelig nedgang i de store godsers økonomiske og politiske betydning. Med Systemskiftet i 1901 overgik regeringerne fra det godsejerdominerede Højre til bøndernes parti Venstre, der skiftevis med det senere udbryderparti Det Radikale Venstre og Socialdemokratiet kom til at danne regeringerne i de næste årtier. Med grundloven af 1915 mistede godsejerne deres privilegerede valgret til Landstinget, og i 1919 kom Lensafløsningen, der ophævede de tilbageværende otte majorater på Lolland. Majoraterne måtte betale en afgift til staten på 20-25 % af deres værdi og afgive en tredjedel af deres jord, der blev udstykket til husmandsbrug. De otte lollandske majorater samt det enlige falsterske (Vennerslund) afgav i alt 3.123 hektar jord til Statens Jordfond til dette formål. I 1922 forhøjede den daværende Venstre-regering desuden beskatningen af de store landbrugsejendomme, og en samtidig lov om arveafgift ramte også de formuende godsejere. Efter Wall Street-krakket i New York i 1929 kom 1930'ernes store depression, der bl.a. medførte høje toldmure og stop for udenlandsk arbejdskraft. 1929 blev således den sidste sæson, hvor de polske roepiger arbejdede på Lolland. Krisen forøgede det økonomiske pres på godserne, og mange af de store lollandske ejendomme skiftede ejere i perioden. Det tidligere så mægtige grevskab Christianssæde, som slægten Reventlow havde ejet i mere end 200 år, kollapsede således, og dets ejendomme blev spredt til mange nye ejere.:49ff 

## Besættelsen
Under besættelsen nød det store landbrug til gengæld godt af landbrugseksporten til Tyskland (som den danske stat betalte). Godsejernes realindkomst steg således med 56 % under besættelsen. 1930'ernes krisetid og den efterfølgende verdenskrig medførte en polarisering blandt de største jordejere. I december 1940 stiftede tre adelige lollandske storgodsejere den såkaldte "Lensgrevernes Faggruppe", der opfordrede deres standsfæller til at samarbejde med det danske nazistparti og den tyskvenlige Landbrugernes Sammenslutning.:50  Det var Christian Carl Otto Rosenørn-Lehn fra Orebygård, Frederik Marcus Knuth fra Knuthenborg og Johan Otto Raben-Levetzau fra Ålholm. Omvendt var den britiskfødte godsejerfrue på Engestofte Gods, Monica Wichfeld, en vigtig skikkelse i modstandsbevægelsen på Lolland. Hun døde i tysk fangenskab i 1945.

## Landbruget i efterkrigstiden
I efterkrigstiden fik landbruget efterhånden en mere beskeden rolle i Danmarks økonomi. Landbrugene mekaniserede og specialiserede sig, samtidig med at antallet af beskæftigede i erhvervet faldt. På Lolland valgte de fleste landbrug i 1960'erne og 1970'erne at satse på planteavl, primært korn og roer, og solgte kreaturerne fra. Hvede, byg og sukkerroer kom nu til at lægge beslag på de fleste marker, men også raps og græsfrø fylder i landskabet. Nogle større landbrug laver også nicheproduktion som Frederiksdals kirsebærplantager og i nyere tid vindmølle- og solcelleparker.:54f 

## Lolland efter 2000
I efterkrigstiden har Lolland været præget af befolknings- og beskæftigelsestilbagegang - en udvikling, som fortsatte i årene efter 2000. Landbruget, der i 1920 var det dominerende erhverv, har i mange årtier beskæftiget stadig færre mennesker som følge af mekanisering og en svindende rolle i samfundsøkonomien. Industrien, som prægede de lollandske byer med den største by Nakskov i spidsen, har ligeledes i løbet af de sidste ca. 50 år oplevet tilbagegang i beskæftigelsen, symboliseret ved lukningen i 1987 af Nakskov Skibsværft, der i mange år havde været øens største arbejdsplads. Derudover er en række offentlige arbejdspladser forsvundet, især som følge af større centralisering. Alle rådhusene udenfor Maribo og mange arbejdspladser på skoler, sygehuse, domhuse, politistationer mv. er blevet nedlagt. Lolland Kommune er blevet en af Danmarks tyndest befolkede kommuner, fordi især den yngre befolkning er afvandret. Aldersfordelingen på øen er således præget af ældre årgange, og samtidig har øen fået større sociale problemer. En af grundene hertil er, at affolkningen har skabt lave boligpriser, som tiltrækker mindre resursestærke borgere udefra.
Nogle hovedstadskommuner har således eksporteret socialt udsatte borgere til Lolland, hvilket belaster de kommunale budgetter på øen. Lollands problemer blev sat på spidsen i dokumentarserien På røven i Nakskov om syv familier i Nakskov med sociale og økonomiske problemer, der blev sendt på TV 2 i 2015. Udsendelserne vakte stor opmærksomhed i hele landet og blev efterfølgende udsat for skarp kritik fra bl.a. Lolland Kommune, som opfattede titlen som stigmatiserende. TV-serien gav blandt andet stødet til oprettelsen af den lokale bevægelse Lolland-Falster Lovestorm, der ønskede at tegne et mere positivt billede af landsdelen.
Den fremtidige udvikling forventes i høj grad at blive præget af anlæggelsen af Femern Bælt-forbindelsen, som under arbejdet i 2020'erne vil være Lollands største arbejdsplads. Fremtidsvisionerne for øen peger på mere langvarige positive effekter, når transporttiden til byer som Berlin og Hamburg forkortes væsentligt efter forbindelsens færdiggørelse. Det samme gælder transporttiden til København som følge af elektrificering og udbygning af jernbanen og byggeriet af en ny Storstrømsbro. Samtidig er øen en stor producent af grøn energi. Lolland Kommune blev således i 2021 opgjort til at være Danmarks grønneste energikommune på grund af en meget stor mængde vindmøller og solceller, og kommunen regner med, at fremtidige energikrævende virksomheder kan blive tiltrukket af denne grund. Den grønne strategi blev oprindelig grundlagt af byrådet i den tidligere Nakskov Kommune i 1998, der traf fire vidtrækkende beslutninger som grundlag for en ny strategi for byen: udvikling af havnen som trafikhavn, forsyningsvirksomheder som vækstværktøj for kommunen, satsning på grøn energi og miljø samt en stigning i beskatningen for at skabe et solidt økonomisk grundlag for udviklingen. Da Lolland Kommune blev skabt i 2007, var en af de første beslutninger en videreudvikling af denne klima-, energi- og miljøsatsning.